# Auguste Brunet (avocat)
Pour les articles homonymes, voir Auguste Brunet et Brunet.
Auguste Brunet est un avocat et administrateur colonial français né le 6 août 1803 à Saint-Denis de l'île Bourbon et mort le 17 janvier 1867 dans la même ville.

## Biographie
Le troisième fils d'une longue fratrie, Auguste Brunet grandit à Bourbon puis part faire ses études de droit à Aix-en-Provence, où il côtoie François-Auguste Mignet et Adolphe Thiers. Revenu dans son île, il s'inscrit au barreau et devient l'un des avocats les plus en vue de la place, notamment parce qu'il récupère la clientèle de son frère Jacques Sully Brunet quand celui-ci quitte la colonie pour la métropole.
En octobre 1848, avant la proclamation de l'abolition de l'esclavage à La Réunion, il est nommé directeur de l'Intérieur aux côtés du nouveau commissaire de la République Joseph Napoléon Sébastien Sarda Garriga. En conflit avec ce dernier, mais également avec d'autres notables, il refuse de démissionner et se rend à Paris pour aller expliquer ses agissements. De retour à La Réunion, il est relevé de ses fonctions et reprend son activité d'avocat.
Il meurt à Saint-Denis le 17 janvier 1867. Son fils, Jacques Dufour Brunet, lui a consacré une petite biographie intitulée Biographie de mon père, Auguste Brunet. Il ne doit pas être confondu avec le fils de son neveu Louis Brunet, son petit-neveu Auguste Brunet, homme politique né en 1878 et mort en 1957.